# Romeo Must Die
Romeo Must Die (conocida como Romeo debe morir) es una película de 2000 dirigida por Andrzej Bartkowiak y protagonizada por Jet Li y Aaliyah. La película cuenta con la coreografía de Corey Yuen. Fue la primera película de Jet Li como protagonista (en los Estados Unidos). Se grabó en Oakland, California y en Vancouver, British Columbia.
Representaría la primera (de tres) colaboraciones entre director Andrzej Bartkowiak, productor Joel Silver y actores Anthony Anderson y DMX. Isaiah Washington estaría en el siguiente proyecto. Jet Li no participaría en Exit Wounds, aunque participaría en Cradle 2 The Grave. La intención de estos filmes era, según el productor: "mezclar las artes marciales estilísticas junto con un estilo de pelea urbano, ambos incorporados en una película de acción tradicional".
El filme fue lanzado a través de Warner Bros. en coproducción de Silver Pictures y Village Roadshow Pictures, el 22 de marzo del 2000.

## Argumento
Po Sing, hijo menor del jefe de la tríada china de California, Chou Sing, es enfrentado por mafiosos afroestadounidenses en un club nocturno propiedad de Silk en Oakland, ya que el local está en los barrios afroestadonudenses y consideran su presencia una provocación deliberada, debiendo ser rescatado y luego amonestado por Kai, el lugarteniente en jefe de Chou. Po deja el club, pero un niño en bicicleta lo encuentra asesinado, colgado en un poste de luz, al día siguiente. Han Sing, un hábil artista marcial y ex oficial de policía encarcelado en Hong Kong, se entera de la muerte de su hermano, escapa y viaja a Oakland para investigar.
Chou participa en una empresa comercial conjunta con Isaak O'Day, un desarrollador de bienes raíces y jefe de la mafia afroestadunidense de la ciudad. Los dos han pactado una tregua para comprar las escrituras de las propiedades a lo largo de la costa para venderlas a Vincent Roth, un magnate que planea usar los terrenos para construir un estadio de la NFL. A pesar de las garantías de Chou de que la muerte de su hijo no afectará su asociación, Isaak teme represalias así que ordena a Mac, su mano derecha, colocar escoltas a sus hijos Colin y Trish, esta última desligada de las empresas ilegales de su padre.
En un encuentro casual Han se hace amigo de Trish, ayudándola a deshacerse de su seguridad asignada, Maurice; luego, mientras investiga entre las pertenencias de su hermano, descubre que Po llamó a la tienda de Trish el día antes de que lo mataran. 
En el funeral de su hermano, Han se enfrenta a su padre y lo culpa por no proteger a Po después de que Han los ayudó a ambos a huir a Estados Unidos para escapar de las autoridades chinas, lo que resultó en su encarcelamiento. Kai le informa a Han que la muerte de Po ha sido el resultado de la creciente guerra de pandillas entre chinos y afroestadounidenses. Mientras tanto, Colin revela a su padre que esa noche debía encontrarse con alguien en el club para discutir información que podría terminar con la guerra. Esa noche, Colin y su novia son asesinados por un asaltante invisible.
Unidos por tragedias similares, Trish y Han investigan juntos y descubren que Po quería mostrarle a Colin una lista de establecimientos que fueron destruidos o amenazados por no vender sus propiedades. Los dos visitan uno de los negocios restantes en la lista de Po, pero el propietario chino y sus empleados han sido asesinados; tras matar a los sicarios chinos responsables, Han cuestiona a su padre, quien plantea la posibilidad de que Isaak haya usado contratistas externos. Más tarde, se muestra a Chou ordenando la muerte de varios otros jefes de la Tríada para adquirir sus territorios; en paralelo, Mac visita el último negocio afroestadounidense y cuando el dueño se niega a vender, lo obliga a firmar a cambio de no asesinarlo. Trish y Han visitan el último refugio en la lista de Po: el club nocturno de Silk donde Po fue visto por última vez. El dúo se encuentra con Silk, quien a pesar de todo trata su negocio como territorio neutral donde no admite violencia, pero Mac llega y lo mata para obtener el club, luego secuestra a Trish y Han revelando que sin conocimiento de Isaak ha eliminado o usado la fuerza para apoderarse de los terrenos de quienes no deseaban vender. 
Isaak y Chou se reúnen con Roth para vender las escrituras de las propiedades que ahora controlan. Chou acepta un pago multimillonario y se va, pero Isaak rechaza su pago, exigiendo acciones y un puesto en la gerencia en lugar de dinero, revelando que su objetivo es que su pandilla abandone la vida deshonesta. Esto enfurece a Mac, quien usa a Trish como rehén para forzar a que Isaak acepte el trato; al mismo tiempo revela que la "guerra de pandillas" fue una artimaña que él y Chou crearon para encubrir el asesinato y la intimidación de los empresarios que se negaron a ceder sus propiedades, admitiendo también haber matado a Colin. 
En el tiroteo que siguió, Isaak resulta herido mientras Roth escapa en helicóptero, pero Mac dispara el maletín de Roth de su mano y las escrituras se pierden en el viento. Han llega y confronta a Mac sobre su hermano, quien revela que fueron los chinos quienes lo mataron, y está a punto de dispararle a Han cuando Trish dispara y lo mata primero. Trish espera con su padre una ambulancia mientras Han va en busca de Chou.
En el recinto de Sing, Kai admite que mató a Po por interferir en el plan de Chou y Mac, por lo que Han lo enfrenta en una pelea y finalmente lo mata. Han reprende a su padre por matar a Po por codicia y declara que lo dejará a su suerte para que sea castigado por la policía y las otras familias de la Tríada. Mientras su hijo se aleja, Chou toma su arma y se quita la vida.
Han encuentra a Trish esperándolo afuera y los dos se van juntos cuando llega la policía.

## Reparto
| Jet Li            | Han Sing     |
| Aaliyah           | Trish O'Day  |
| Isaiah Washington | Mac          |
| Anthony Anderson  | Maurice      |
| Delroy Lindo      | Isaak O'Day  |
| Russell Wong      | Kai          |
| D.B. Woodside     | Colin O'Day  |
| Henry O           | Ch'u Sing    |
| Jon Kit Lee       | Po Sing      |
| DMX               | Silk         |
| Françoise Yip     | Meriana Sing |

## Recepción
La película llegó posicionarse en la segunda posición de la lista de los Estados Unidos, que se vio incapaz de superar a Erin Brockovich. El film recaudó en taquilla un total de 91.036.760 dólares. La película recibió críticas mixtas. Roger Ebert le concedió a la película una estrella y media. El consenso general en Rotten Tomatoes versa "en su segunda película américana Jet Li impresiona, pero cuando el no está en pantalla la película se ralentiza y aunque hay química entre el y Aaliyah (y excelentes escenas de acción) no convence a la audiencia". Aaliyah recibió numerosos halagos en su debut en la gran pantalla.

## Banda sonora
Romeo Must Die: The Album, es una banda sonora original, que mezcla Hip-hop y R&B producido por Blackground Records que fue lanzado el 28 de marzo del 2000. Llegó a la tercera posición en la Billboard 200 vendiendo 203.000 copias en su primera semana. Al finalizar ese año había vendido alrededor de 1.260.000 de copias.
Producido por Aaliyah, Timbaland, Barry Hankerson y Jomo Hankerson, fue grabado entre mayo de 1999 y enero de 2000. Tres sencillos & videos fueron lanzados para promocionar el álbum: el número uno de Aaliyah "Try Again" (dirigido por Wayne Isham), Aaliyah y DMX en "Come Back in One Piece" (dirigido por Little X) y Timbaland & Magoo' en "We At It Again" (dirigido Chris Robinson). La revista Q incluyó la banda sonora en su lista de los 5 mejores recopilatorios del 2000.

### Lista de canciones
1. "Try Again" – 4:44 (Aaliyah)
2. "Come Back in One Piece" – 4:18 (Aaliyah featuring DMX)
3. "Rose in a Concrete World" (J Dub Remix) – 4:50 (Joe)
4. "Rollin' Raw" – 3:59 (B.G. & Hot Boys)
5. "We At It Again" – 4:45 (Timbaland & Magoo)
6. "Are You Feelin' Me?" – 3:10 (Aaliyah)
7. "Perfect Man" – 3:47 (Destiny's Child)
8. "Simply Irresistible" – 4:00 (Ginuwine)
9. "It Really Don't Matter" – 4:12 (Confidential)
10. "Thugz" – 4:12 (Mack 10 featuring The Comrades)
11. "I Don't Wanna" – 4:16 (Aaliyah)
12. "Somebody's Gonna Die Tonight" – 4:36 (Dave Bing featuring Lil' Mo)
13. "Woozy" – 4:10 (Playa)
14. "Pump the Brakes" – 4:27 (Dave Hollister)
15. "This Is a Test" – 3:20 (Chante Moore)
16. "Revival" – 4:57 (Non-A-Miss)
17. "Come On" – 3:50 (Sonja Blade)
18. "Swung On" – 3:15 (Stanley Clarke featuring Politix)